# Daniela Ryf
Daniela Ryf (ur. 29 maja 1987 w Solurze) – szwajcarska triathlonistka.
Uczestniczka Igrzysk Olimpijskich w Pekinie (2008), podczas których zajęła 17. miejsce. Jej największym sukcesem jest zwycięstwo w zawodach zaliczanych do serii Mistrzostw Świata ITU w Seulu w 2010. W klasyfikacji generalnej mistrzostw zajęła ostatecznie 12. miejsce